# Co-activator
Een co-activator is een eiwit dat een DNA-bindingsdomein bevat, dat door zich te binden aan een activator de transcriptie stimuleert. De co-activator stabiliseert het RNA-polymerase holo-enzym, waardoor er een snellere vrijmaking van de promotor plaatsvindt. Co-activatoren kunnen veel andere tussenstappen controleren van de transcriptie, inclusief verlenging, RNA-splicing, beëindigen en afbraak van het co-activator-activatorcomplex.
Verscheidene co-activatorcomplexen, die weliswaar van elkaar verschillen, worden modulair samengesteld met vaak dezelfde modulen. Hierdoor kan een cel afhankelijk van de behoefte makkelijk een specifieke co-activator vormen.
Een co-activator kan zelf niet binden aan het DNA.
Tot de co-activatoren behoren histonacetyleringscomplexen zoals SAGA, een histon-acetyltransferase of CBP en nucleosomen-remodeling-complexen zoals de Switch/Sucrose nonfermentable (Swi/Snf). Andere co-activatoren kunnen het DNA buigen of vervormen voor het mogelijk maken van een chromatineverandering.